# さすらい慕情
「さすらい慕情」（さすらいぼじょう）は、2015年3月4日に発売された氷川きよしの28枚目のシングル。

## 解説
- カップリング曲が異なるAタイプとBタイプがリリースされた。

## 収録曲

### Aタイプ
出典→
1. さすらい慕情 [04:36]
作詞：仁井谷俊也、作曲：宮下健治、編曲：丸山雅仁
2. 貝がら子守唄 [04:46]
作詞：かず翼、作曲：宮下健治、編曲：石倉重信
3. さすらい慕情（オリジナル・カラオケ） [04:36]
4. 貝がら子守唄（オリジナル・カラオケ） [04:46]
5. さすらい慕情（半音下げオリジナル・カラオケ） [04:36]
6. さすらい慕情（半音下げオリジナル・カラオケ ガイドメロ入り） [04:36]
7. 貝がら子守唄（半音下げオリジナル・カラオケ） [04:46]
8. さすらい慕情（2コーラスオリジナル・カラオケ） [03:11]
9. さすらい慕情（半音下げ2コーラスオリジナル・カラオケ） [03:09]

### Bタイプ
出典→
1. さすらい慕情 [04:36]
作詞：仁井谷俊也、作曲：宮下健治、編曲：丸山雅仁
2. 迷い子 [05:30]
作詞：麻こよみ、作曲：杜奏太朗、編曲：伊戸のりお
3. さすらい慕情（オリジナル・カラオケ） [04:36]
4. 迷い子（オリジナル・カラオケ） [05:30]
5. さすらい慕情（半音下げオリジナル・カラオケ） [04:36]
6. さすらい慕情（半音下げオリジナル・カラオケ ガイドメロ入り） [04:36]
7. 迷い子（半音下げオリジナル・カラオケ） [05:31]
8. さすらい慕情（2コーラスオリジナル・カラオケ） [03:11]
9. さすらい慕情（半音下げ2コーラスオリジナル・カラオケ） [03:09]